# ماري ليونا كيج
ماري ليونا كيج (بالإنجليزية: Mary Leona Gage)‏ هي متسابقة ملكة الجمال وعارضة أمريكية، ولدت في 8 أبريل 1939 في لونغفيو في الولايات المتحدة، وتوفيت في 5 أكتوبر 2010 في شيرمان أوكس في الولايات المتحدة.

## وصلات خارجية
- ماري ليونا كيج على موقع IMDb (الإنجليزية)
- ماري ليونا كيج على موقع قاعدة بيانات الفيلم (الإنجليزية)